# Blandonnet Centre
Blandonnet Centre est un centre commercial situé à Vernier dans le canton de Genève en Suisse.
Le centre commercial dispose de plus de mille places de parking. Il compte 14 magasins dont un des plus grands magasins Coop de Suisse romande.

## Accès
Le centre est notamment desservi par la ligne 14 et la ligne 18 du tramway de Genève.